# Stadtbibliothek Braunschweig
Die Stadtbibliothek Braunschweig wurde 1861 gegründet und zählt mit einem Bestand von ca. 550.000 Bänden und einer Fläche von 7.800 m2 zu den größten kommunalen Bibliotheken Niedersachsens. Seit Juni 2007 ist sie zusammen mit der Öffentlichen Bibliothek und der Musikbibliothek im rekonstruierten Braunschweiger Schloss als gemeinsame Organisation untergebracht.

## Geschichte

### Ursprünge
Den Grundstock der Stadtbibliothek bilden die 1570 bei der Martinikirche begründete Bibliothek des Geistlichen Ministeriums, in der 1753 die mittelalterliche Büchersammlung Gerwins von Hameln (1415–1496) mit dem neuen Standort Brüdernkirche aufgegangen war, sowie die umfangreiche Privatbibliothek des Braunschweiger Stadtsyndikus Johann Camman (1584–1649).

### Gründung der „Städtischen Sammlungen“ 1861
Im Zuge des 1000-jährigen Stadtjubiläums 1861 wurden die „Städtischen Sammlungen“, bestehend aus Stadtarchiv, Stadtbibliothek und Städtischem Museum, durch den Rat der Stadt Braunschweig gegründet. Die Aufgabe der Stadtbibliothek bestand zunächst darin, in Zusammenarbeit mit dem Stadtarchiv Brunsvicensien sowie die von Braunschweigern verfassten oder im Land Braunschweig veröffentlichten Werke zu sammeln. Das Sammelgebiet wurde bald durch Allgemeine Deutsche Staats- und Rechtsgeschichte, Deutsche Provinzial- und Städtegeschichte, National-Oeconomie und Statistik, historische Hilfswissenschaften und niederdeutsche Sprache und Literatur erweitert, wie ein städtischer Verwaltungsbericht von 1880 darstellt. Erster hauptamtlicher Archivar und Bibliotheksdirektor wurde der Historiker Ludwig Hänselmann, der die „Städtischen Sammlungen“ bis zu seinem Tod 1904 (Städtisches Museum bis 1898) leitete. Standort der Sammlungen wurde 1863 das Neustadtrathaus, das am 1. Mai 1865 nach umfangreicher Restaurierung eröffnet wurde.

### Neubau am Steintorwall im Jahr 1910
Im Frühjahr 1910 bezogen Stadtbibliothek und Stadtarchiv das durch Max Osterloh geschaffene Gebäude am Steintorwall 15; die Eröffnung fand am 17. Mai 1910 statt. Während des Zweiten Weltkrieges wurden Stadtbibliothek und Stadtarchiv im August 1944 geschlossen. Das Gebäude erlitt geringe Bombenschäden. Die Stadtbibliothek hatte praktisch keine Kriegsverluste zu verzeichnen. Am 1. Oktober 1945 wurde die Ausleihe der Stadtbibliothek wiedereröffnet. Das Stadtarchiv hingegen blieb zunächst geschlossen, da die ausgebombten Stadtwerke weite Gebäudeteile bis 1949 nutzten. Am 12. Juni 1950 wurde der renovierte Lesesaal des Stadtarchivs und der Stadtbibliothek wiedereröffnet. Wegen Kohlenmangels wurden am 20. Februar 1956 das Stadtarchiv, die Stadtbibliothek, das Städtische Museum und 36 Schulen vorübergehend geschlossen. Am 1. Januar 1981 erfolgte die Aufhebung der bisherigen Verwaltungseinheit von Stadtarchiv und Stadtbibliothek, wobei letztere mit der Öffentlichen Bibliothek unter dem Namen „Städtische Bibliotheken“ vereinigt wurde. Das Stadtarchiv erhielt den Status einer selbstständigen Institution und zog 1985 in das Nebengebäude am Löwenwall 18 B um. Die elektronische Erfassung des Buchbestandes wurde 1996 eingeführt. 1996 wurden die Buchbestände des Stadtarchivs und des Städtischen Museums der Stadtbibliothek zugeführt.

### Die „Öffentliche Bücherei“ 1907–2007
Die heute in der Stadtbibliothek integrierte Öffentliche Bücherei geht zurück auf das Jahr 1907, als der „Verein Volkslesehalle“ gegründet wurde. Die Einrichtung wurde Anfang 1910 im Gebäude der Handelskammer, Garküche 3, eröffnet. Ihren neuen Standort an der Straße Hintern Brüdern fand die Öffentliche Bücherei zusammen mit der Lesehalle 1928 im „Haus der geistigen Arbeit“, das von Herman Flesche entworfen wurde. 1941 übernahm die Stadt Braunschweig die Trägerschaft, nachdem es nach der nationalsozialistischen Machtübernahme zu Repressalien gegen den bisherigen Trägerverein gekommen war. Nach Ende des Zweiten Weltkriegs wurde die Bücherei am 25. Juli 1945 wiedereröffnet. Von ehemals 30.000 Bänden waren ca. 20.000 durch den Krieg verlorengegangen. Im Jahre 1995 wurde die Musikbibliothek im Gebäude der ehemaligen Konservenfabrik Brunsviga, heute ein Kultur- und Kommunikationszentrum, in der Karlstraße eröffnet. Die Bestände der Öffentlichen Bücherei (ca. 120.000 Bücher und weitere Medien) und der Musikbibliothek wurden im Juni 2007 an den neuen Standort im Braunschweiger Residenzschloss verlegt.

### Neuer Standort „Braunschweiger Schloss“ seit 2007
Der neue Standort der Stadtbibliothek und des Stadtarchivs ist seit dem 23. Juni 2007 das rekonstruierte Braunschweiger Schloss, zu großen Teilen ein Einkaufszentrum des Betreibers ECE, Schlossplatz 2. Daneben gibt es zwei Zweigstellen der Stadtbibliothek an den Standorten Heidberg und Weststadt.

## Bestände
Zu den ältesten Beständen gehören 195 mittelalterliche Handschriften, 426 Inkunabeln aus der Zeit vor 1500, 5264 Drucke aus dem 16. Jahrhundert, 12.531 Drucke des 17. Jahrhunderts und 7193 Drucke aus dem 18. Jahrhundert. Bedeutende übernommene Einzelsammlungen sind im Folgenden aufgeführt.

### Cammansche Bibliothek

Johann Camman d. J. (1584–1649)

Aus der Privatsammlung des Braunschweiger Juristen Johann Camman d. J. (1584–1649) sind 9557 Titel in 3732 Bänden erhalten. Die Stadtbibliothek besitzt 5264 Drucke des 16. Jahrhunderts, von denen der Großteil aus der Cammanschen Bibliothek stammt.

### Bibliothek des Geistlichen Ministeriums
Der Reformator Martin Chemnitz (1522–1586) regte die 1570 erfolgte Gründung der Bibliothek des Geistlichen Ministeriums an. Die Sammlung enthielt überwiegend lutherische Schriften, die von den Stadtkirchen genutzt werden konnten. Auf Weisung Herzog Karls I. wurden ihr 1753 die Bestände der Braunschweiger Pfarrbibliotheken und die Reste der mittelalterlichen Andreana zugeführt. Der erhaltene Bestand umfasst 8675 Titel in 3584 Bänden.

### Privatbibliothek Wilhelm Raabes
Im Jahre 1940 erwarb die Stadt Braunschweig die Privatbibliothek des Schriftstellers Wilhelm Raabe (1831–1910), deren 1825 Bände geschlossen aufgestellt sind. Für wissenschaftliche Zwecke wurde eine Wilhelm-Raabe-Forschungsstelle eingerichtet.

### Wilhelm-Bracke-Bücherei
Die zunächst in der Öffentlichen Bücherei aufgestellte ehemalige Privatbibliothek des sozialdemokratischen Politikers Wilhelm Bracke (1842–1880) wurde 1933 von der Stadtbibliothek mit einem Teilbestand von 1143 Bänden übernommen und konnte so vor der Auflösung durch die Nationalsozialisten bewahrt werden. Bereits 1925 hatte die Stadtbibliothek 300 Bände früher sozialdemokratischer Literatur aus Brackes Nachlass erworben.

### Bibliothek des Braunschweiger Schachclubs
2008 übergab der Schachclub Braunschweig Gliesmarode von 1869 seine umfangreiche und wertvolle Schachbibliothek der Stadtbibliothek als Depositum.

## Bibliotheksleiter
Langjährige Direktoren der Stadtbibliothek und des Stadtarchivs waren Ludwig Hänselmann (1861–1904), Heinrich Mack (1904–1934), Werner Spieß (1935–1956), Richard Moderhack (1956–1970) und Ottokar Israel (1970–1979). Nach Aufhebung der Verwaltungseinheit mit dem Stadtarchiv leiteten Wolf-Dieter Schuegraf (seit 1980) und Luitgard Camerer die Stadtbibliothek. Seit 1999 ist Anette Haucap-Naß Leiterin der Stadtbibliothek.

## Ausstellungen
In der Vergangenheit wurden zahlreiche Sonderausstellungen präsentiert (Auswahl):
- 15. November 1957 Eröffnung der Ausstellung „Ricarda Huch zum Gedächtnis, verstorben 17. November 1947“
- 20. Juli 1962 Eröffnung der Ausstellung „Hans Sommer zum 125. Geburtstag“
- 22. März 1971 Eröffnung einer Ausstellung über den ehemaligen Braunschweiger Oberbürgermeister Ernst Böhme (1892–1968)
- 7. September bis 31. Dezember 2006 Ausstellung zum 175. Geburtstag Wilhelm Raabes in Stadtbibliothek, Stadtarchiv und Städtischem Museum